# Paratanytarsus inquilinus
Paratanytarsus inquilinus är en tvåvingeart som först beskrevs av Kruger 1941.  Paratanytarsus inquilinus ingår i släktet Paratanytarsus och familjen fjädermyggor. Inga underarter finns listade i Catalogue of Life.